# Papírgyártás
A papír több mint 2000 éve ismert anyag Kínában. Összezúzott növényi rostokból készítették.

## Az ősi papírgyártás műveletei

A papírgyártás öt fő művelete az ókori Kínában. (Cai Lun, i. sz. 105)

Egykor kézi munkával készült a papír. A növényi rostokat zúzás és aprítás után vízben lazítják föl (főzik, péppé alakítják), majd a jól formálható pépet szűrőszitára helyezik. A szűrőszitán víztelenítik, majd összepréselik és fokozatosan kiszárítják. A szűrőszita olyan lyukméretűre készül, hogy fölfogja a rostokat. Ha a szita síklappá feszül, akkor a rajta formálódó papírlemez is szépen fölfekvő síklap.
Ha a papír elemi rostjaira gondolunk, könnyen találunk hasonló anyagot a ruházat anyagainak köréből is, amely elemi szálak összetömörítésével készül. Ez a nemez, vagy filc: gyapjúszálak nedves, szappanos kezelésével végzett nemezelés terméke. Ha pedig arra gondolunk, hogy elemi szálakat számos másmilyen anyagfajta körében is találunk – ilyen az azbeszt az ásványvilágból, vagy az üveggyapot a szilikátiparból –, akkor láthatjuk, hogy széles körben használt gyártási módszert képvisel a papírgyártás.

## A modern papírgyártás nagyüzemi műveletei
A papír kezdetben ugyanazokból a növényi rostokból készült, mint a ruházat szövéséhez fölhasznált szálak: kenderből és lenből. Később az elemi szálat olcsóbb anyaggal akarták helyettesíteni, ezért gyapottal próbálták a mérsékelt égövön termő lent és kendert kiváltani. Így került sorra a gabonák szalmája, majd végül a fa. Ma az olcsó tömegárut jelentő papír gyártásának a legfontosabb nyersanyaga a fa. A belőle készülő papír gyártási technológiájával ismerkedünk meg.
A fából készülő papír gyártásának első művelete a nyersanyag előkészítése. A kivágott és földarabolt fát az erdőgazdaságokból a papírgyár területére szállítják és ott tárolják. Innen indul a technológia. Az előkészítés műveletei között szerepel a fa áztatása és hántolása. A hántolásra azért van szükség, mert a kéreg anyaga elszínezi a papírt barnássá. Kérgező és hántoló gépekkel hántják le a farönkökről a kérget. Ezután hatalmas facsiszoló és aprító gépeken aprítják föl a rönköket. Ez a második fontos művelet.
A következő műveletben vízzel pépesítik a fölaprított faforgácsot, majd kémiai oldásra viszik az elegyet. Ennek a vegyi oldásnak a során választják szét a fa rostjait finomabb szálakra. A fa rostjait ugyanis egy lignin nevű kötőanyag tartja együtt nagyobb rostokat alkotva az elemi szálakból. A főzés művelete során nátrium-szulfidot adnak az elegyhez adalékanyagként.

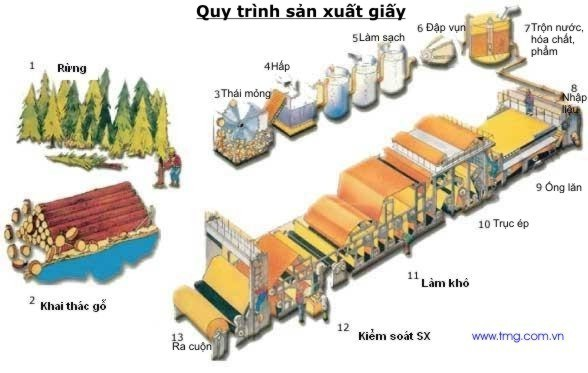
papírgyártás

A vegyi oldás után átmossák a finomabb szálakra bontott rostokból álló pépet, majd újabb őrlés következik. Ez az őrlés már az apró rostszálak falát bontja meg, szálasítja (fibrálja). Ez a művelet megnöveli a kapott rostok felszínét és segíti összetapadásukat. A rostok hosszúsága ez után az őrlés után 0,05–0,3 mm.
A másodszor is megőrölt pép a merítő-vagy szűrőszitán készülő papír alapanyaga. Mielőtt a szitára adagolnák a pépet, különböző adalékanyagokat adnak hozzá. Ezek a papír különleges minőségi jellemzőit adják. A papír átlátszatlanságát töltőanyagokkal fokozzák. Ilyen töltőanyag a kalcium-karbonát. A klórt a papír fehérítéséhez használják. Enyvet a víztaszítóság eléréséhez adagolnak hozzá. Nedvességtartóvá szerves alkoholfajták adagolásával teszik a papírt.
A papírpép szitára helyezése a papírgyártás egyik leglátványosabb művelete. A szita-szakasz a papírgyártó gépsor eleje. A szitaszövet hengersoron gördül tova, rajta a papírpép szikkad, szárad. Folytonos szalag formálódik belőle, mely több méter széles hengersoron halad.
A laza, a szitán megszikkadt papírlemez hengerek közé kerül: ez a papírgyártó hengersor prés-szakasza. A préshengerek a kívánt vastagságúra nyomják össze a közöttük áthaladó papírpéplemezt. Az összetömörödött papírhenger már kellő szilárdságú ahhoz, hogy a következő hengerszakaszon, a feszítőhengereken tovahaladva hosszú ideig száradjon. A megszáradt papírszalagot végül föltekercselik.
A hengersor alkalmas arra, hogy sajátos műveleteket végezzenek a készülő papíron. Ilyen például a vízjelbenyomás, amely a szitaszakasz után történik. A hengersor végén a kész papírlemez felületére – esetleg csak egyik oldalára – felületvédő vagy felületformáló anyagot is föl lehet vinni (pl. egyik oldal fényezése, festése stb.).

## A papírgyártás áttekintése

Papírgyártó gépsor vázlata

A technológiát két nagy részre bonthatjuk annak alapján, hogyan történik a nyersanyag tovaszállítása. A technológia első felében a nedvesítés nemcsak a rostlazítást szolgálja, hanem a víz szállító közegként is szerepel.
A víz szállító szerepe a szitaszakaszon szűnik meg. Itt veszi át a szállító szerepet a hengersor. Itt már van akkora szilárdsága a terméknek, hogy mechanikus szállítással legyen továbbítható.
A hengersoron végezhető műveletek sok mindenben közösek a fémlemez, szövetanyag, vagy bazaltgyapot lemez gyártásban is. Ha durvaszemcsés apríték készül a fából, akkor a rostokat összeerősítő adalékanyaggal töltött elegyből faforgács-lemez készül. Ez a lemez merev, a hengersor végén a kívánt méretűre föl is darabolják. Ugyanez a lemezekre darabolás történhet meg a fémszalagokkal is, valamint az üveglapok gyártása során is.